# جناح بن نذير المحاربي
أبو محمد جناح بن نذير بن جناح المحاربي الكوفي ولي قضاء الكوفة، وأحد رواة الحديث النبوي.
حدث عن: عمه أحمد بن جناح المحاربي، وأبي القاسم عبد الرحمن بن الحسن الأسدي الهمذاني في المرجع من مكة، وعبد الله بن قتيبة، وأبي جعفر محمد بن علي بن دحيم الشيباني الكوفي وقد أكثر من الرواية عنه. وعنه: أبو بكر أحمد بن الحسين البيهقي في سننه الكبرى والصغرى والشعب والخلافيات والبعث والنشور ووصفه بالقاضي ومرة بالتاجر، وقد أكثر من الرواية عنه في تصانيفه، وذكر أنه حدثه بالكوفة قراءة عليه وأبو بكر أحمد بن علي بن ثابت بن أحمد الخطيب البغدادي كتابة، وأبو الفتح عبد الرزاق بن عبد الكريم بن عبد الواحد بن محمد الحسناباذي، وأبو القاسم عبد الكريم بن هوازن بن عبد الملك بن طلحة القشيري وكان سماعه منه بالكوفة عند مخرجه إلى الحج في رفقة فيها جماعة من المشاهير، وعبد الله بن يوسف بن عبد الله بن محمد بن حيويه الجويني بالكوفة، وأبو نصر محمد بن عمر بن محمد بن عبد الرحمن الأصبهانى، وأبو البقاء المعمر بن محمد بن علي البرمكي الحبال الكوفي، وذكر السلفي أنه أعلى شيوخه بالكوفة، وأنه لم يرو له أحد عن جناح سواه وعدة.
ترجمه ابن نقطة في التكملة، والذهبي في تاريخه.

## وفاته
توفي بين إحدى عشرة وأربعمائة إلى عشرين وأربعمائة.